# سد کلاید
سد کلاید (به لاتین: Clyde Dam) یک سد در نیوزیلند است که در Central Otago District واقع شده‌است.